# Mark O’Toole (duchowny)
Mark Anthony O’Toole (ur. 22 czerwca 1963 w Londynie) – brytyjski duchowny katolicki, biskup Plymouth w latach 2014-2022, arcybiskup metropolita Cardiff i biskup diecezjalny Menevii w latach 2022–2024, arcybiskup metropolita Cardiff-Menevii od 2024.

## Życiorys
Święcenia kapłańskie otrzymał 9 czerwca 1990 z rąk kardynała Basila Hume i został inkardynowany do archidiecezji westminsterskiej. Po krótkim stażu wikariuszowskim został dziekanem w archidiecezjalnym seminarium. W latach 2002–2008 pracował jako sekretarz arcybiskupi, a w kolejnych latach był rektorem seminarium.
9 listopada 2013 papież Franciszek mianował go ordynariuszem diecezji Plymouth. Sakry udzielił mu 28 stycznia 2014 emerytowany ordynariusz Plymouth - biskup Christopher Budd.
27 kwietnia 2022 papież Franciszek mianował go arcybiskupem metropolitą Cardiff oraz biskupem diecezjalnym Menevii, tym samym łącząc te diecezje unią personalną in persona Episcopi. 12 września 2024 ten sam papież zlikwidował obie jednostki oraz utworzył w ich miejsce archidiecezję Cardiff-Menevii, zarazem mianując O’Toole’a jej arcybiskupem metropolitą. Paliusz otrzymał z rąk papieża Leona XIV w dniu 29 czerwca 2025.